# Agrotis melanoneura
Agrotis melanoneura is een vlinder uit de familie van de uilen (Noctuidae). De wetenschappelijke naam van de soort is voor het eerst geldig gepubliceerd in 1899 door Edward Meyrick. De vlinder is sindsdien uitgestorven. 